# Saldubella signatipennis
Saldubella signatipennis är en tvåvingeart som beskrevs av Wulp 1898. Saldubella signatipennis ingår i släktet Saldubella och familjen vapenflugor. Inga underarter finns listade i Catalogue of Life.